# Pantarijn
Pantarijn, voluit Regionale Scholengemeenschap Pantarijn, (voorheen Wageningsch Lyceum, STDB Wageningen, Nobel mavo, Praktijkschool Wageningen, 't Streek locatie Wageningen) is een Nederlandse scholengemeenschap voor voortgezet onderwijs, met locaties in Wageningen, Rhenen en Kesteren. Pantarijn kent opleidingen variërend van praktijkonderwijs tot gymnasium.

## Ontstaan
RSG Pantarijn is ontstaan als opvolger van het Wageningsch Lyceum, de STDB, de Nobel MAVO, Praktijkschool Wageningen en de Wageningse locatie van CSG 't Streek. Voor het betrekken van de nieuwbouw in 2007 bestond de school in Wageningen uit locaties aan de Nobelweg, Churchillweg (de voormalige Technische school), Ceresstraat en Hollandseweg.

## Naam
De naam Pantarijn komt van de uitspraak panta rei (alles stroomt), een uitspraak van de Griekse filosoof Plato over de filosofische leer van Heraclitus. De leer van Heraclitus hield in, zoals Plato zei: "alles is in beweging en niets blijft; hij vergelijkt het zijnde met een rivier en zegt dat het onmogelijk is tweemaal in dezelfde rivier te stappen".
De naam Pantarijn is ook gekozen vanwege de rivier de Rijn, die vlak bij Wageningen loopt (Pantarijn).
Pantarijn wil dus een school zijn die in beweging is en waar veel veranderingen plaatsvinden.

## Cultureel karakter
RSG Pantarijn kent verschillende culturele en kunstzinnige activiteiten. De spelgroep brengt jaarlijks voorstellingen, verschillende leerlingen zijn na hun schoolcarrière op het toneel actief gebleven. Er is er een burgklastheater specifiek voor eerstejaars leerlingen die ervaring willen opdoen op het gebied van theater, dans, film, decor en muziek. Een groep leerlingen vormt de licht- en geluidgroep die de technische aankleding van voorstellingen en schoolfeesten verzorgt. 
Op muzikaal gebied is er het schoolorkest, de Pantarini's, eerst onder leiding van dirigent Cees Mobach en nu geleid door Jacob Jansen. Dit orkest met leerlingen uit alle jaargangen en niveaus speelt per jaar meerdere uitvoeringen, zowel op school als elders. Daarnaast is er een bandjes- en podiumcultuur, die gevoed wordt door de muzieklessen in onder- en bovenbouw. Een hoogtepunt was het winnen van de Buma Music Academy door VWO5-leerlingen met docente Tessa Waalderbos in 2017.
De leerlingen Beeldende Vorming werken ieder jaar toe naar een examenexpositie op de open dag in januari. 
Van Pantarijn gaan geregeld leerlingen naar theater- muziek- beeldende kunst- en andere creatieve opleidingen. 

## Locaties
- MHV (Hollandseweg 11), Wageningen: mavo, havo, vwo en gymnasium vanaf de eerste klas tot het eindexamen.
- vmbo (Hollandseweg 9), Wageningen: klas 1 en 2 op kb en bb niveau. En in klas 3/4 de richtingen: techniek breed, economie breed en zorg breed.
- Praktijkonderwijs (Hollandseweg 9), Wageningen: Praktijkonderwijs van klas 1 tot klas 5.
- Kader Rhenen: Opleiding ICT - economie - zorg in klas 3/4
- Mavo Rhenen
- Kesteren: vmbo en tot het derde jaar mavo-havo en havo/vwo.

## Nieuwbouw
In 2005 is begonnen met de bouw van twee nieuwe gebouwen langs de Hollandseweg. Op 9 januari 2007 konden de eerste lessen worden gegeven. Met het realiseren van deze nieuwbouw is een aantal scholen op een locatie geconcentreerd. In 2011 werd de nodige uitbreiding gerealiseerd met onder andere een nieuwe aula en nieuwe lokalen voor natuur- en scheikunde.

## Scholenband King David Academy
In 2008 is het Pantarijn een scholenband aangegaan met de King David Academy in Kigali, Rwanda. Het eerste contact met de King David Academy werd gelegd in 2007, 'Wageningen naar Rwanda', een meisjesvoetbalteam van WVV Wageningen dat in 2007 een reis naar Rwanda maakte om mee te doen aan een vrouwenvoetbaltoernooi. Docent Hans Brandwacht nam samen met de andere begeleiders van dat project het initiatief om in 2008 met leerlingen van het Pantarijn een culturele- en ontwikkelingsreis naar de King David Academy te maken. Dit project kreeg de naam 'Discover Your Talents', en richtte zich op de inrichting van een bibliotheek, het maken van een toneelvoorstelling en discussies over leerlingeninitiatieven binnen de school. In 2009 werd er opnieuw een reis gemaakt naar de school, onder de naam 'Colour your life'.
De beide reizen werden met subsidie gesteund door Xplore en kregen steun uit de bevolking van Wageningen en omgeving. Als uitvloeisel van de reizen is de Stichting Rwanda Solidair opgericht, die leerlingen van de school steunt door hun schoolgeld te betalen. Naast de King David Academy ondersteunden de twee projecten een naaiatelier voor straatmeisjes in Kigali. In 2014 legden de leerlingen van het Pantarijn een sponsorloop af (De berg race by night).